# هيروشي آبي (عالم فلك)
هيروشي آبي (باليابانية: 安部裕史؛ بالكانا: あべ ひろし) هو عالم فلك ياباني، ولد في 1958 في ماتسوا في اليابان.